# George Buchanan
George Buchanan (skót gaelül: Seòras Bochanan; Killearn, 1506. februárja – Edinburgh, 1582. szeptember 28.), skót történész és humanista tudós volt.
Keith Brown történész szerint Buchanan a legmélyebb intellektuális, szellemi életet élő személy volt a XVI. századi Skóciában. A királyi bitorlással szembeni ellenállást hirdető ideológiája a skót reformáció idején széles körű elfogadottságra tett szert. Brown szerint az a könnyedség, amellyel VII. Jakab királyt 1689-ben trónfosztották, a buchanani eszmék erejét mutatja.

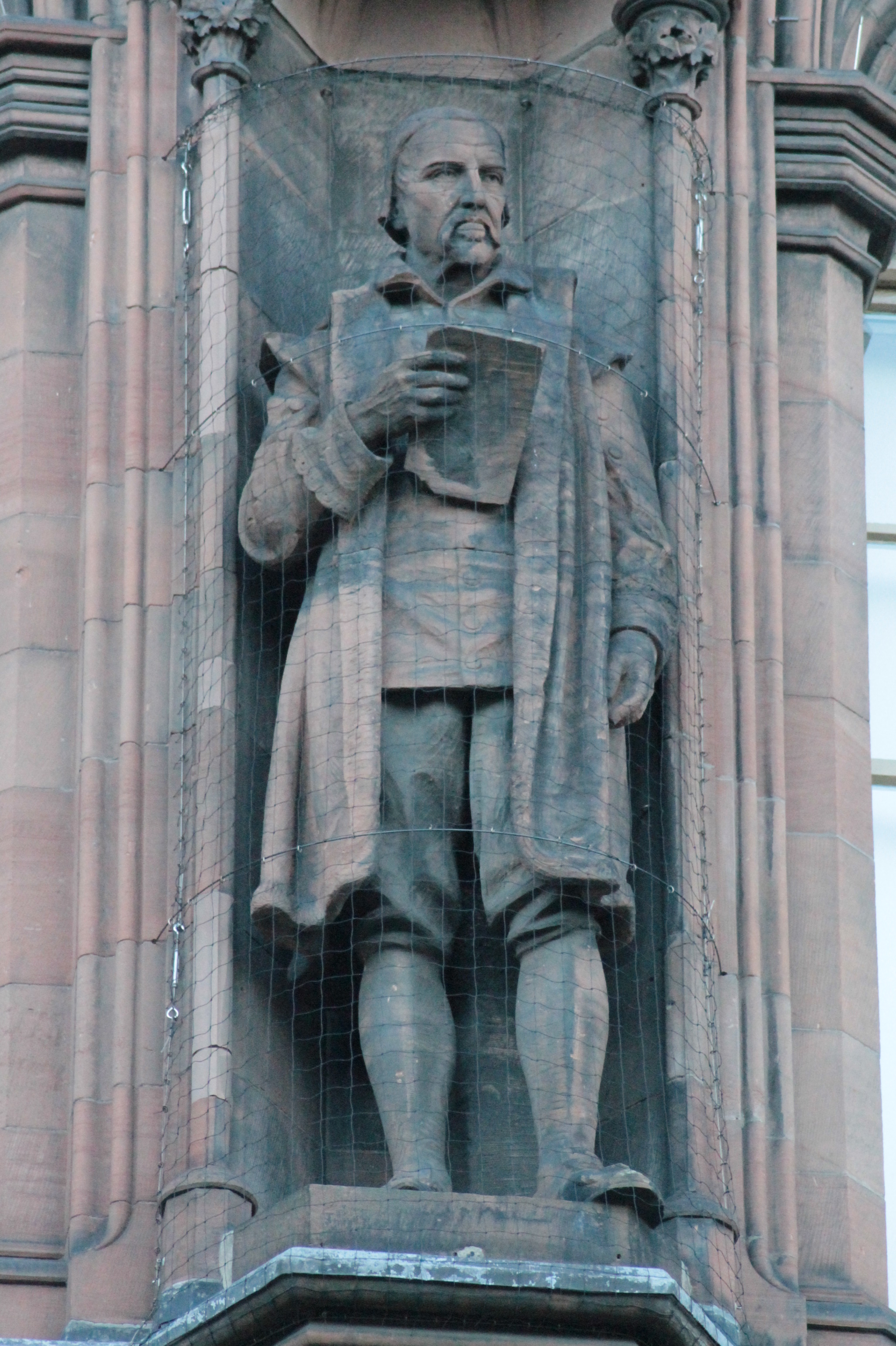
A 31 méter magas Buchanan-emlékmű Killearnban

Az 1579-ben megjelent De Jure Regni apud Scotos. című értekezése azt a tantárgyat tárgyalta, hogy minden politikai hatalom forrása a nép, és hogy a királyt kötik azok a feltételek, amelyek mellett a legfőbb hatalmat először a kezébe adták, és hogy a zsarnokoknak jogszerű ellenállni, sőt büntetni is szabad. Buchanan írásainak jelentőségét mutatja, hogy művét VI. Jakab és a brit törvényhozás a megjelenésüket követő évszázadban elhallgatta. A művet 1584-ben parlamenti törvényben ítélték el, 1664-ben és 1683-ban pedig az oxfordi egyetem égette el.

## Életpályája

### Korai életútja
Apja, a régi Drumakill-i Buchanan család kisebbik fia, a Stirlingshire-i Killearn plébánián lévő Moss farm tulajdonosa volt, aki azonban fiatalon meghalt, özvegyét, öt fiát és három lányát szegénységben hagyva hátra. Édesanyja, Agnes Heriot a kelet-lothiai Trabroun-i Heriots családból származott, amelynek George Heriot, a Heriot's Hospital alapítója is tagja volt. A skót gael nyelvet anyanyelvi szinten beszélő Buchanan állítólag Killearn iskolájába járt, de korai tanulmányairól nem sokat tudunk. Testvére, Patrick Buchanan szintén tudós lett.
1520-ban nagybátyja, James Heriot a párizsi egyetemre küldte, ahol először került kapcsolatba a korra jellemző két nagy hatással, a reneszánsszal és a reformációval. Párizsban elmondása szerint, "részben kedvtelésből, részben kényszerből (ez volt akkoriban az ifjúság számára előírt egyetlen feladat)" idejét a versírásnak szentelte.

### Visszatérés Skóciába
1522-ben meghalt a nagybátyja, és ezután az akkor már súlyos beteg George Buchanan nem tudott Párizsban maradni, ezért visszatért Skóciába. Miután felépült betegségéből, csatlakozott a francia segédcsapatokhoz, amelyeket John Stewart, Albany hercege hozott át Skóciába, és 1523 végén részt vett az angliai határon fekvő Wark várának sikertelen ostromában. A következő évben belépett a St. Andrews-i Egyetemre, ahol 1525-ben B.A.-diplomát szerzett. Elsősorban azért ment az egyetemre, hogy John Mair logikáról szóló előadásait hallgathassa; és amikor Mair Párizsba költözött, 1526-ban Buchanan is követte őt.

### Professzor és prokurátor
Buchanan 1528-ban a párizsi egyetem skót kollégiumában szerzett M.A.-diplomát. A következő évben kinevezték régensnek, azaz professzornak a Sainte-Barbe kollégiumba, és több mint három évig tanított ott. A Sainte-Barbe akkoriban az egyik legtekintélyesebb és legfejlettebb kollégium volt. 1529-ben a párizsi egyetemen "a német nemzet prokurátorává" választották, és négy egymást követő hónapban négyszer újraválasztották. George a latin nyelv tanításának új reformjaival növelte ezt a presztízst. 1529-ben a párizsi egyetemen "a német nemzet prokurátorává" választották, és négy egymást követő hónapban négyszer újraválasztották. 1531-ben lemondott régensi tisztségéről, és 1532-ben Gilbert Kennedy, Cassilis 3. grófjának nevelője lett, akivel, miután nagy hírnévre tett szert a tudományosság terén, 1537 elején visszatért Skóciába.

### Teológiai álláspont
Ebben az időszakban Buchanan ugyanazt az álláspontot képviselte a római katolikus egyházzal szemben, mint Erasmus: nem tagadta annak tanításait, de úgy vélte, hogy szabadon bírálhatja annak gyakorlatát. Bár meghallgatta a protestáns reformerek érveit, 1553-ig nem csatlakozott hozzájuk. Első irodalmi alkotása Skóciában, amikor Lord Cassilisnál dolgozott a nyugati vidéken, a Somnium című verse volt, amely szatirikus támadás a ferences szerzetesek és általában a szerzetesi élet ellen. Ez a szerzetesek elleni támadás nem tetszett V. Jakabnak, aki Buchanant egyik természetes fia, Lord James Stewart (nem az a fiú, aki később régens lett) nevelőjének szerződtette, és egy merészebb vállalkozásra bátorította. A Palinodia és a Franciscanus et Fratres című versek hosszú évekig kiadatlanok maradtak, de a ferences rendben gyűlöletessé tették a szerzőt.

### Humanista száműzetésben
1539-ben Skóciában üldözték a lutheránusokat, többek között Buchanant is letartóztatták. Bár a király megvonta tőle a védelmet, Buchanannek sikerült megszöknie, és Londonba, majd Párizsba mennie. Párizsban azonban veszélybe került, amikor fő ellensége, David Beaton bíboros követként érkezett oda, és André de Gouveia meghívására Bordeaux-ba költözött. Gouveia ekkor az újonnan alapított guienne-i kollégium igazgatója volt, és az ő befolyása révén Buchanant kinevezték a latin nyelv professzorává. Az ott töltött idő alatt készült el több fő műve, a Médeia és az Alkésztisz fordítása, valamint a két dráma, a Jephthes, sive Votum és a Baptistes (sive Calumnia).
Michel de Montaigne Buchanan tanítványa volt Bordeaux-ban, és szerepelt a tragédiáiban. Buchanan itt is tartós barátságot kötött Julius Caesar Scaligerrel; későbbi életében elnyerte Joseph Scaliger csodálatát, aki egy epigrammát írt Buchananről. 

### Visszatérése Párizsba
1542-ben vagy 1543-ban visszatért Párizsba, és 1544-ben régensnek nevezték ki a Collège du Cardinal Lemoine-ban. Munkatársai között volt Muretus és Turnebus is. Bár itt töltött idejéről keveset tudunk, arra következtethetünk, hogy valószínűleg ismét megbetegedett egy elégiája szerint, amelyet Tastaeus és Tevius társainak írt.

### Coimbra
1547-ben Buchanan csatlakozott a francia és portugál humanisták csoportjához, akiket Gouveia, a portugál Combria egyetemének rektora hívott meg, hogy előadásokat tartsanak. A francia matematikus Elie Vinet és a portugál történész, Jerónimo Osório is kollégái között volt; Gouveia, akit Montaigne le plus grand principal de France-nak nevezett, az egyetem rektora volt. Az egyetem virágzásának csúcsát III. János király pártfogása alatt érte el. A rektori posztra azonban Diogo de Gouveia, André nagybátyja, a Sainte-Barbe korábbi vezetője is áhítozott. Valószínű, hogy André 1547 végén bekövetkezett halála előtt Diogo sürgette az inkvizíciót, hogy vizsgálja ki őt és munkatársait. 

### Tárgyalás és bebörtönzés
1549 októberében vizsgálóbizottságot neveztek ki, amely 1550 júniusában jelentést tett. Buchanant és két portugált, Diogo de Teive-et és João da Costát (aki a rektori székbe lépett) bíróság elé állították. Teive-et és Costát bűnösnek találták különböző, a közrend elleni bűncselekményekben, és a bizonyítékok azt mutatják, hogy bőven volt ok a bírósági vizsgálatra. Buchanant lutheránus és judaista gyakorlatokkal vádolták. Megvédte magát, és elismerte, hogy a vádak egy része igaz volt. 1551 júniusa körül arra ítélték, hogy tagadja meg tévedéseit, majd a lisszaboni São Bento kolostorban börtönbe került, ahol építő jellegű beszédeket hallgatott a szerzetesektől, akiket "nem kedvetleneknek, hanem tudatlanoknak" talált. Szabadidejében elkezdte a zsoltárok verseinek latinra való fordítását, és a munka nagy részét be is fejezte.
Hét hónap után Buchanant azzal a feltétellel engedték szabadon, hogy Lisszabonban marad; 1552. február 28-án ezt a korlátozást feloldották. Buchanan ezután Angliába hajózott, de hamarosan Párizsba került, ahol 1553-ban régensnek nevezték ki a Boncourt-kollégiumban. Két évig maradt ebben a tisztségben, majd elfogadta Brissac márki fiának nevelői tisztségét. Szinte biztos, hogy ez utóbbi franciaországi tartózkodása alatt, ahol a protestantizmust II. Henrik király és fia, II. Ferenc alatt elnyomták, Buchanan a kálvinizmus oldalára állt.

## Visszatérése Skóciába

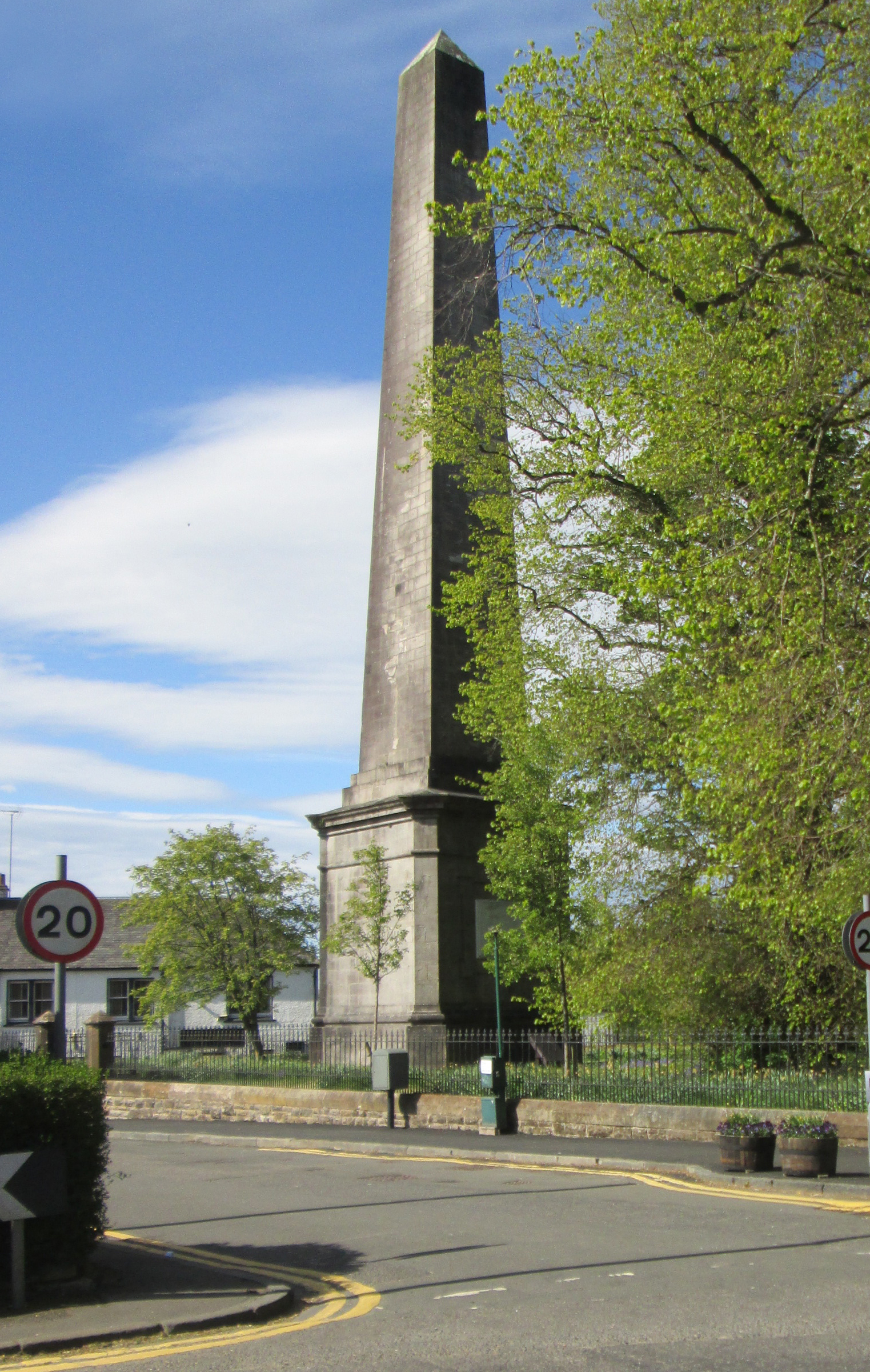
A szülőhelye közelében felállított 31 méter magas Buchanan emlékoszlop

### A protestantizmus pártolása
1560-ban vagy 1561-ben Buchanan visszatért Skóciába, és 1562 áprilisában már az ifjú Mária, skót királynő nevelője volt, aki naponta olvasott vele Liviust. 1562-ben, bár az új tudományok támogatása és a papság bűneinek éles bírálata során mindvégig katolikus maradt, most nyíltan csatlakozott a protestáns református egyházhoz, és 1566-ban Moray grófja kinevezte a St Andrews-i St Leonard's College igazgatójává. Két évvel korábban a királynőtől megkapta ajándékba a Crossraguel apátság jövedelmeit. Bár laikus volt, 1567-ben a skót egyház közgyűlésének moderátora lett. A közgyűléseken 1563-tól ült.

### Egyéb tisztségei
Buchanan elkísérte Moray régenst Angliába, és híres Detectio Mariæ Reginæ-je – Könyve, a királynő Darnleyvel való kapcsolatainak és a halálához vezető körülményeknek  kíméletlen leleplezése címmel- Londonban jelent meg: John Day, [1571] – a Westminster-palotában lévő megbízottaknak mutatták be.
1570-ben, Moray meggyilkolása után kinevezték az ifjú király egyik tanítójává, VI. Jakab az ő szigorú oktatása révén szerezte meg tudományát. 1570-ben, a fiatal király rangidős tanítójaként Buchanan rendszeres veréseknek vetette alá Jakabot, de egyúttal egy életre szóló szenvedélyt oltott belé az irodalom és a tanulás iránt. Buchanan igyekezett Jakabból istenfélő, protestáns királyt faragni, aki elfogadta a monarchia korlátait, amint azt De Jure Regni apud Scotos című értekezésében felvázolta.
Királyi nevelőként más tisztségeket is betöltött: rövid ideig a kancellária igazgatója volt, majd Skócia titkos pecsétjének őrzője lett, ami parlamenti mandátumra jogosította. Úgy tűnik, hogy néhány évig, legalábbis 1579-ig töltötte be ezt a tisztséget, John Geddie volt a hivatalnoka és szolgája ebben a minőségében, és ő másolta Buchanan néhány kéziratát is.

### Utolsó évei
Utolsó éveit két fő műve, a De Jure Regni apud Scotos (1579) és a Rerum Scoticarum Historia (1582) befejezésével és kiadásával töltötte.
Edinburghban, a Kennedy's Close-on lévő első emeleti lakásában halt meg 1582. szeptember 28-án, pénteken, és másnap a Greyfriars Kirkyardban temették el.

## Művei

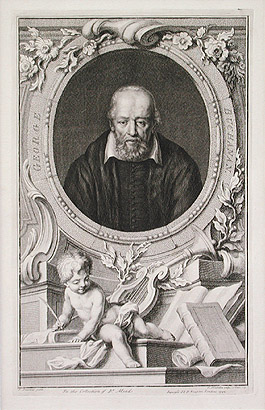
George Buchanan portréja

Latin tudós volt, az Encyclopædia Britannica tizenegyedik kiadása szerint: "A latin nyelv elsajátítása terén Buchanant ritkán múlja felül modern író. Stílusa nem mereven egyetlen klasszikus szerző stílusát követi, hanem sajátos frissességgel és rugalmassággal rendelkezik. Úgy írta a latint, mintha az anyanyelve lenne." Hugh Trevor-Roper "általános egyetértés szerint a XVI. századi Európa legnagyobb latin írója, akár prózában, akár versben." Buchanan a költői érzés gazdag vénájával és sok eredeti gondolattal is rendelkezett. A zsoltárok és a görög drámák fordításai több mint egyszerű változatok; két tragédiája, a Baptistes és a Jephthes európai hírnévnek örvendett tudományos kiválósága miatt. Pompae-verseit Mária udvari mulatságain való előadásra írta, köztük a Bastian Pagez által Jakab király keresztelőjére kitalált maszkabál alatt énekelt Rustikus istenek áldozatát.

### Prózai művek
E műveken kívül Buchanan prózában írta a Chamaeleont, egy skót nyelvű szatírát Lethington Maitland ellen, amelyet először 1711-ben nyomtattak ki; Linacre Grammatikájának latin fordítását (Párizs, 1533); Libellus de Prosodia (Edinburgh, 1640); és Vita ab ipso scripta biennio ante mortem (1608), amelyet R. Sibbald szerkesztett (1702). Egyéb költeményei: Fratres Fraterrimi, Elegiae, Silvae, két verseskötet Hendecasyllabon Liber és Iambon Liber címmel; három könyv Epigrammata; egy könyv különféle versekből; De Sphaera (öt könyvben), amelyet Joannes de Sacrobosco De sphaera mundi című verse sugallt, és a ptolemaioszi elmélet védelmére szánták az új kopernikuszi nézettel szemben.
Buchanan műveinek két korai kiadása is létezik: Thomas Ruddimané és Pieter Burmané.

### Kései művek
Fontos kései művei közül az első az 1579-ben megjelent De Jure Regni apud Scotos című értekezés volt. E híres, párbeszéd formájában írt művében, amelynek nyilvánvalóan az volt a célja, hogy tanítványa elméjébe szilárd politikai elveket ültessen, Buchanan azt a tantételt fogalmazza meg, hogy minden politikai hatalom forrása a nép, hogy a királyt kötik azok a feltételek, amelyek mellett a legfőbb hatalmat először a kezébe adták, és hogy a zsarnokoknak jogszerű ellenállni, sőt megbüntetni őket. A mű jelentőségét bizonyítja, hogy a törvényhozás a kiadását követő évszázadban kitartóan igyekezett elnyomni. A művet 1584-ben és 1664-ben is elítélték parlamenti törvényben; 1683-ban pedig az oxfordi egyetem égette el.
Nagyobb művei közül a második a Rerum Scoticarum Historia, Skócia története, amelyet nem sokkal halála előtt fejezett be, és 1582-ben jelent meg.

## Emlékezete

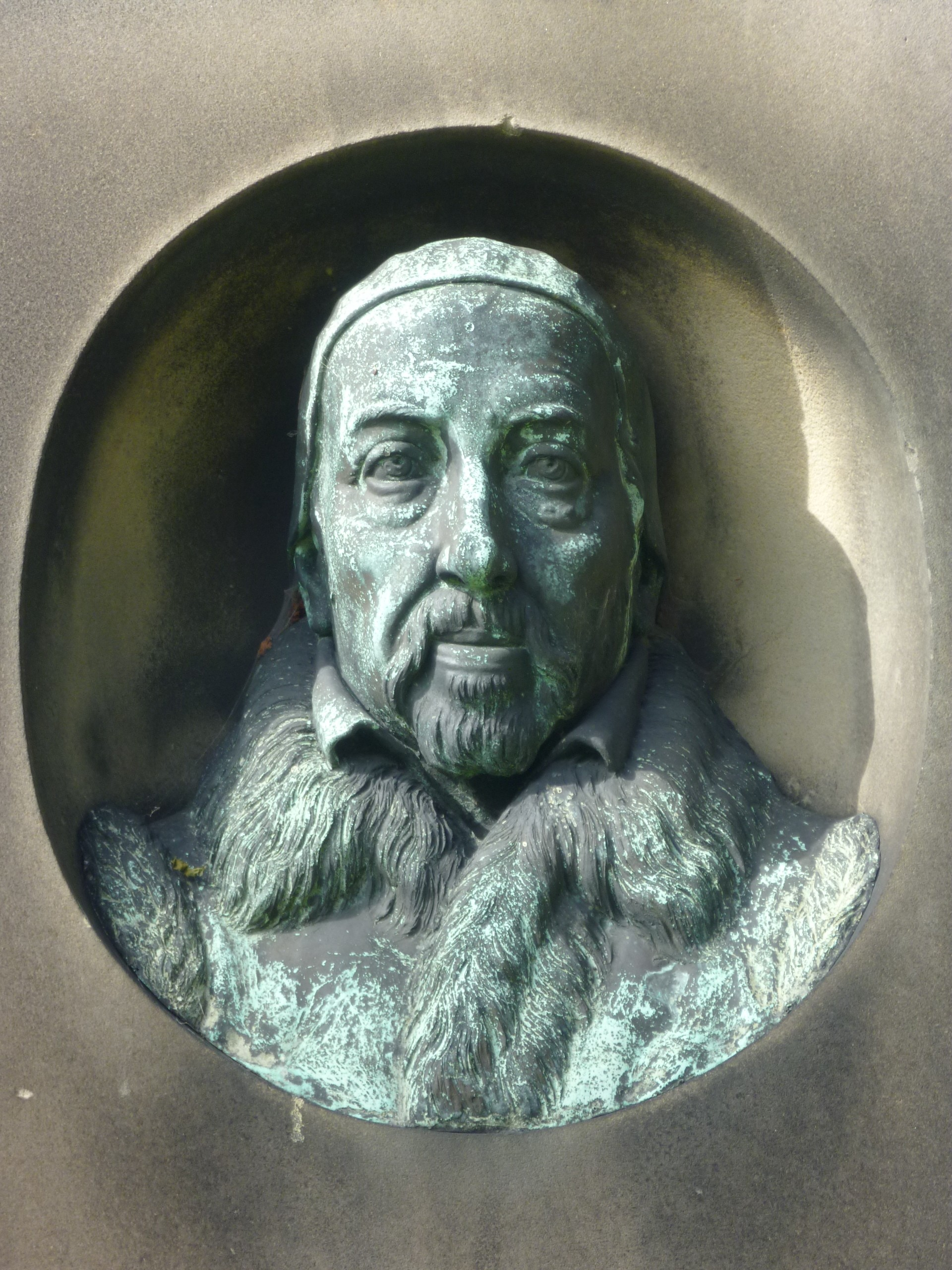
George Buchanan szoborportréja Edinburgban

Buchanan nem annyira saját írásai, mint inkább a későbbi írókra gyakorolt erős és tartós hatása miatt foglal el nagyszerű és egyedülálló helyet az irodalomban. Befolyása már 1726-ban érezhető volt, amikor Andrew Millar, a 18. század kiemelkedő könyvkereskedője átvette James McEuen londoni könyvesboltját "Buchanan's Head, Temple Bar" felirattal. A bolt feliratán George Buchanan arca volt látható, ami tanúskodik Buchanan korai helyéről és hírnevéről a skót irodalomban. Az Orkney-szigeteken található Mainland szigetét néha Pomona (vagy Pomonia) néven emlegetik Buchanan egyik fordítási kísérlete alapján, bár ezt a nevet ritkán használták helyben.

## Modern kiadványok
A Polygon Books kiadta Robert Crawford költő válogatását Buchanan verseiből az Apollos of the North című kötetben: Selected Poems of George Buchanan and Arthur Johnston (ISBN 1-904598-81-1) 2006-ban, Buchanan születésének 500. évfordulóján.
Az évfordulóra készülve Roger Mason professzor a St Andrews-i Egyetemről kiadta George Buchanan "De Iure Regni apud Scotos Dialogus" című művének kritikai kiadását és fordítását, az A Dialogue on the Law of Kingship among the Scots (ISBN 1-85928-408-6).

## Emlékművek
- Buchanan szobra a Scott-emlékmű nyugati oldalán áll az edinburgh-i Princes Streeten. A szobrot John Rhind szobrászművész készítette.

- A Greyfriars Kirk déli falában egy emlékmű ólomüvegablak áll.

- Buchanan mellszobra a stirlingi Nemzeti Wallace-emlékmű Hősök Csarnokában található.

- Szülőhelyén, a stirlingshire-i Killearnban 1789-ben állítottak emlékművet közadakozásból.

## Bibliográfia
- Baptistes sive Calumnia (1544 előtt íródott, csak 1577-ben jelent meg)
- Jephthes sive Votum, tragoedia, 1544
- Ruddiman, Thomas [Thoma Ruddimannus] (1725), Burman, Pieter [Petrus Burmannus] (szerk.), Georgii Buchanani, Scoti, Poëtarum sui seculi facile Principis,  Praeceptoris Jacobi VI Scotorum, & Primi Angl. Reg. Opera Omnia, Historica, Chronologica, Juridica, Politica, Satyrica & Poetica, J. Arnold Langerak. (latinul)
- Ford, Philip J. (1982), George Buchanan: Prince of Poets, Aberdeen University Press, ISBN 9780080284583
- Naiden, James R. (1951),The Sphera of George Buchanan, Columbia Egyetem
- MacNeill, Duncan H. (szerk.) (1964), The Art and Science of Government Among the Scots, being George Buchanan's De Jure Regni apud Scotos; angol fordítás és kommentár
- Wallace, Robert (kiegészítette Smith, J. Campbell) (1900), George Buchanan, Oliphant, Anderson and Ferrier, Edinburgh, ("Famous Scots Series")
- Aitken, James M. (1939). George Buchanan pere a lisszaboni inkvizíció előtt. Edinburgh, London: Oliver and Boyd
- Macmillan, D. (1906). George Buchanan A Biography. London: Simpkin, Marshall, & Co. Ltd.
- Murison, David, George Buchanan, in: Lindsay, Maurice (szerk.), The Scottish Review: Arts and Environment 27, 1982. augusztus, pp. 30 – 35, ISSN 0140-0894